# Enakara-Haut
Enakara-Haut is een plaats en commune in het zuiden van Madagaskar, behorend tot het district Tôlanaro, dat gelegen is in de regio Anosy. Tijdens een volkstelling in 2001 telde de plaats ongeveer 7000 inwoners.
De plaats biedt enkel lager onderwijs aan. 89 % is landbouwer en 8% houdt zich bezig met veeteelt. Met name wordt er rijst verbouwd, maar koffie en cassave komt ook voor. 3% van de bevolking is werkzaam in de dienstensector.